# 考古学研究会
考古学研究会（こうこがくけんきゅうかい）は、日本に事務局をおく考古学に関する学術団体の一つ。

## 概要
『考古学研究会』は、1953年に岡山県飯岡村（現・美咲町）で行われた月の輪古墳発掘運動を原点として、1954年、岡山大学考古学研究室において運営が始まった「考古学研究会」を指す。現在の事務局は学外に置く。

### 会誌
会誌『考古学研究』は年4回（季刊）刊行。当初の会誌はA5判で、『私たちの考古学』（1954年～1959年、通巻1～20号）であったが、第21号から『考古学研究』に改称された。また、第161号から会誌をA5判からB5判に変更。2014年3月現在、通巻240号。
記念論文集として、10周年に『日本考古学の諸問題』、40周年に『展望考古学』、50周年に『文化の多様性と比較考古学』、60周年に『考古学研究60の論点』。会誌以外の刊行物として、最近では例会シンポジウム記録第1～9集がある。

## 会員
会費を納めることで会員となり、会誌の定期購読者となる。2000年直前から初頭には日本国内外および法人を含めて5,000名を超える会員を擁し、日本の考古学界では会員数最大の学術団体に成長した。活動は会誌の定期刊行のほか、毎年4月には総会・研究集会、例会が岡山地区、関西地区、東京地区、東海地区別に行われている。考古学の研究だけではなく、考古学を通じた社会とのかかわりを重視し、文化財保護、平和・歴史教育、「陵墓」問題などに対する活動にも力点をおいている。設立当初の主旨ではアマチュアに広く門戸を開いていたが、現在は専門家志向が強まっている。